# Helena Groll
Märta Helena Kristina Groll, född 5 juni 1954, är en svensk journalist och programledare i radio. Från 2010 tillhörde hon de fasta programledarparen i Sveriges radio Studio ett. Hon gjorde sitt sista program som fast anställd programledare i Studio ett den 30 september 2022, då hon avtackades i direktsändning. Hon har tidigare arbetat som frilans i Los Angeles där hon bott sedan 1999. 
Helena Groll har universitetsstudier bakom sig i bland annat statskunskap och har också en socionomexamen.  

## Kontroverser
Under en intervju i Studio ett 2015 med Israels ambassadör Isaac Bachman frågade Helena Groll vilket ansvar judar bär för att de utsätts för terrorattacker. Sveriges radio gick efter intervjun ut med en offentlig ursäkt och redigerade programmet i efterhand. Händelsen ledde till en debatt om antisemitism. Inslaget fälldes senare av Granskningsnämnden.